# Meldemannstraße

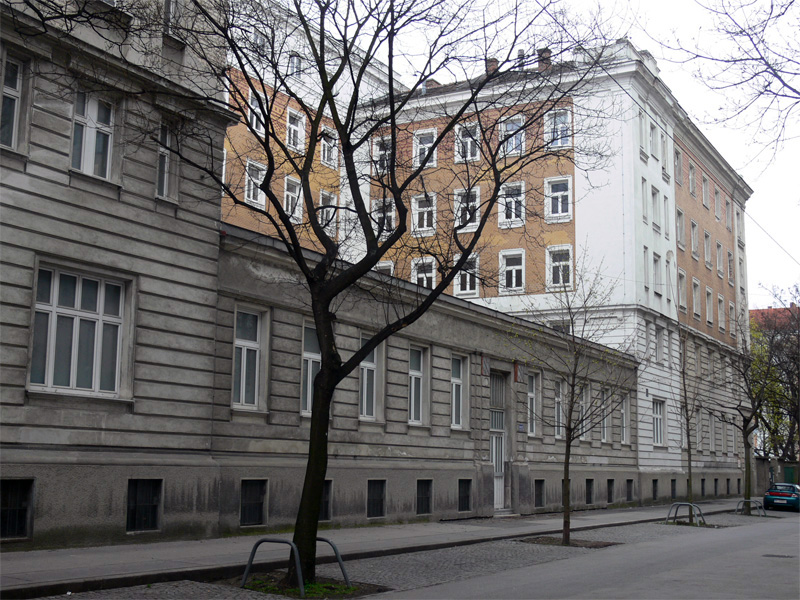
Männerwohnheim Meldemannstraße (2008)

Die Meldemannstraße ist eine Straße im 20. Wiener Gemeindebezirk Brigittenau, Bezirksteil Zwischenbrücken. Benannt ist sie nach dem Nürnberger Kartografen Nikolaus Meldemann.
Die parallel zur Donau verlaufende Wohnstraße erstreckt sich zwischen der Adalbert Stifter- und der Hellwagstraße und kreuzt den Höchstädtplatz. Öffentlich ist die Meldemannstraße am besten mit der U-Bahn-Linie U6 (Station Dresdner Straße), den Straßenbahnlinien 2, 31 und 33 sowie der Buslinie 37A (jeweils Station Höchstädtplatz) erreichbar. Bekannt wurde sie für das gleichnamige, 1905 eröffnete und bis 2003 in Betrieb befindliche Männerwohnheim Meldemannstraße, wo Adolf Hitler von 1910 bis 1913 wohnte. 
Die Meldemannstraße war ein beliebter Treffpunkt für Zuhälter und Prostituierte. 